# Invar

Graf závislosti koeficientu teplotní délkové roztažnosti na podílu niklu v niklové oceli

Invar je slitina železa a niklu v poměru 36 procent niklu a 64 % železa, s malou příměsí uhlíku a chromu. Tuto slitinu vynalezl švýcarský fyzik Charles Edouard Guillaume, za což obdržel roku 1920 Nobelovu cenu za fyziku.
Význačnou vlastností invaru je velmi nízký koeficient teplotní délkové roztažnosti {\displaystyle \alpha =1,\!2\cdot 10^{-6}\,\mathrm {K} ^{-1}}, což umožňuje vyrábět z něj součástky, jejichž rozměry jsou velmi málo ovlivněny změnami teploty. Používá se např. v hodinářství, topografii, geodézii, optických přístrojích aj.